# La Puríssima de Casa Coix
La Puríssima de Casa Coix és una capella particular de Casa Coix, a la vila d'Alins, en el terme municipal del mateix nom, a la comarca del Pallars Sobirà.
Està situada en el centre de la població. És una capella integrada en el mateix edifici de Casa Coix.